# Marstal-status
Kommuner med Marstal-status var 13 kommuner, der opstod ved frivillige kommunesammenlægninger i 1960'erne. Ligesom sognekommunerne deltog Marstal-kommunerne i det økonomiske fællesskab i amtskommunen, men i andre henseender var de som regel sidestillede med købstæderne.
Marstal var en tidligere flække, der blev handelsplads i 1861. De øvrige Marstal-kommuner var tidligere købstæder (eller flækker) der blev lagt sammen med de omkringliggende sognekommuner.
De to sønderjyske flækker Nordborg og Christiansfeld havde en status, der mindede om Marstals status.
Ved Kommunalreformen i 1970 forsvandt begrebet kommuner med Marstal-status.

## De 13 kommuner med Marstal-status

### Frederiksborg Amt
- Hillerød (købstad og sognekommuner)

### Sorø Amt
- Skælskør (købstad og sognekommuner)

### Præstø Amt
- Møn (Stege købstad og sognekommuner samt Bogø sognekommune)
- Præstø (købstad og sognekommuner)

### Svendborg Amt
- Marstal Handelsplads (fra 1962: handelsplads med landsdistrikt)
- Rudkøbing (købstad og sognekommuner)
- Vest-Ærø (Ærøskøbing købstad og sognekommuner. Svarende til Ærøskøbing Kommune som den så ud 1970-2006)

### Odense Amtskommune
- Kerteminde (købstad og sognekommuner)
- Bogense (fra 1/4 1966: købstad og sognekommuner)

### Assens Amtskommune
- Assens (købstad og sognekommuner)

### Aalborg Amt
- Nørresundby (Nørresundby købstad og Sundby-Hvorup sognekommune)

### Randers Amt
- Mariager (fra 1/4 1966: købstad og tre sognekommuner)

### Sønderborg Amtskommune
- Augustenborg (flække fra 1764 med sognekommuner)

## De to flækker med en lignende status

### Haderslev Amt
- Christiansfeld (flække fra 1771)

### Sønderborg Amtskommune
- Nordborg (flække fra 1680)